# Gema Claudia

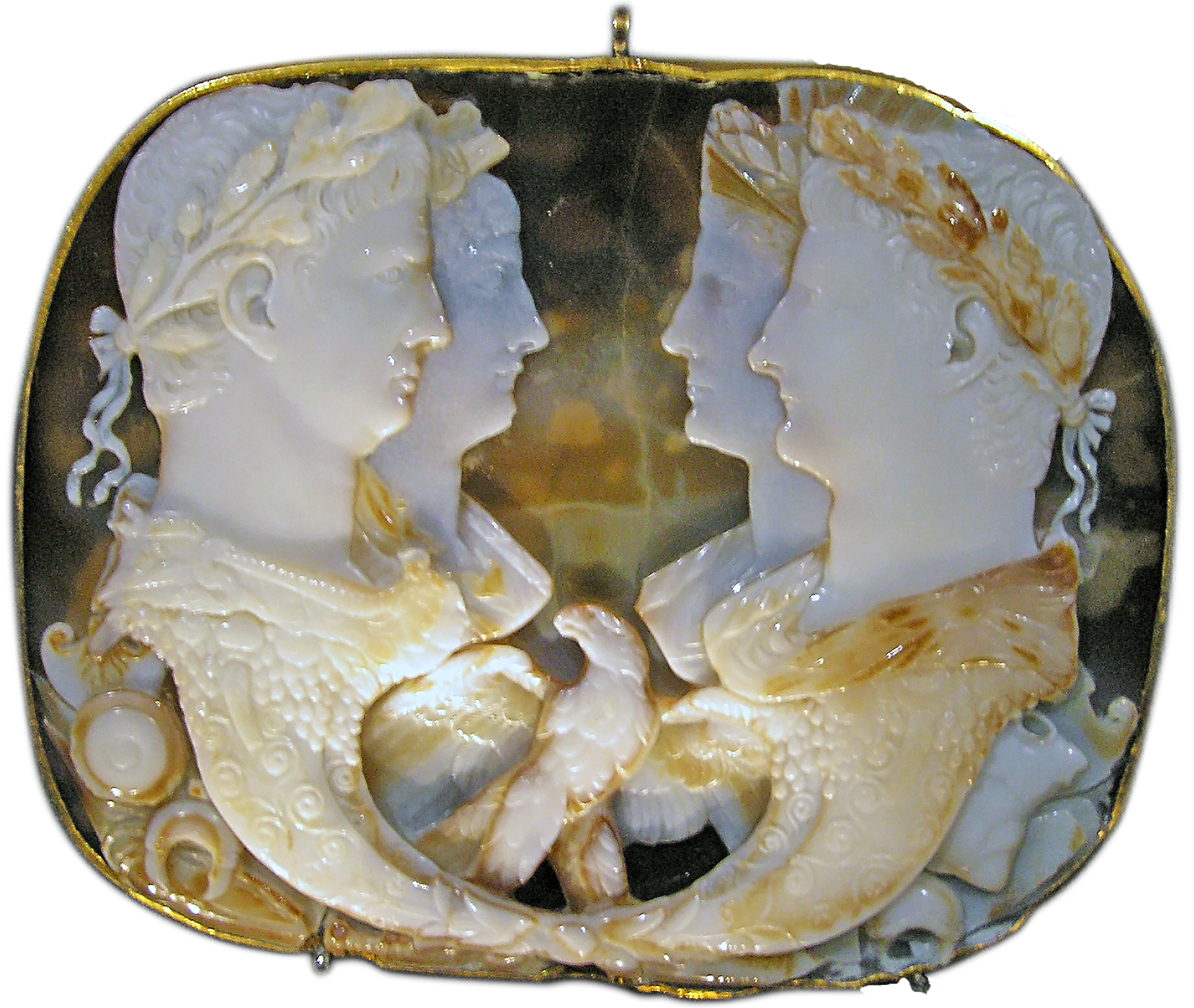
La Gema Claudia

La Gema Claudia es un camafeo que se encuentra en el Museo de Historia del Arte de Viena y que perteneció al emperador romano Claudio. Está hecho de ónice y tiene 12 cm de alto por 15,2 cm de ancho. Perteneció a los Habsburgo y el actual engaste de oro es del siglo XVIII. Ha sido fechado en el 49, año de la boda del emperador con su sobrina Agripina la Menor, y pudo haber sido un regalo oficial con motivo de la boda imperial. A la izquierda se presenta el busto de perfil de Claudio surgiendo de una cornucopia, lo que simboliza la abundancia que su familia trajo a Roma. Detrás del emperador está su novia Agripina, mientras abajo el águila de Júpiter entre ambas cornucopias yergue su mirada hacia Claudio. De las figuras a la derecha dispuestas del mismo modo hay variedad de opiniones entre los autores, sin embargo la aceptada como más probable es que sean los entonces ya fallecidos padres de la novia: Germánico, hermano de Claudio, y su mujer Agripina la Mayor. Las figuras están ornadas con coronas de hojas, y otros símbolos triunfales, como armas y armaduras. Según un estudio de 1994 este camafeo resultó de la relabra parcial de otro anterior.